# Mosche (racconto)
Mosche (Flies) è un racconto di fantascienza di Isaac Asimov pubblicato per la prima volta nel numero di giugno del 1953 della rivista Magazine of Fantasy and Science Fiction.
Successivamente è stato incluso nella raccolta Antologia personale (Nightfall and Other Stories) del 1969.
Il racconto è stato pubblicato varie volte in italiano a partire dal 1959 anche col titolo Il re delle mosche.
Il titolo originale pensato da Asimov per la storia era King Lear, IV, i, 36–37, ma Anthony Boucher, il caporedattore dell'epoca, suggerì di cambiarlo in Flies.

## Trama
Un gruppo di ex compagni di università si ritrovano vent'anni dopo la laurea. Durante la rimpatriata parlano dei rispettivi lavori e carriere.
Uno degli ex studenti, che di mestiere fa l'etologo, si ritrova a interpretare i pensieri dei suoi ex amici attraverso i loro gesti e piccoli tic. Ciò lo porta a riflettere sulla sua vita e sulle sue attività di ricerca, e sul dolore che gli hanno causato, mentre si sofferma su un membro del gruppo in particolare, che fa il ricercatore di insetticidi. Costui continua a scacciare le mosche che lo circondano incessantemente. Seguendo il flusso dei suoi pensieri, il protagonista arriva a concludere che le mosche si comportano così con il suo vecchio compagno perché lui è Belzebù.